# Irenodendron
Irenodendron é um género de três espécies de arbustos e árvores na família Salicaceae nativa do norte da América do Sul. Estas espécies foram previamente tratadas como uma secção do género Laetia da família flacourtiaceae, mas o género Laetia e seus parentes foram movidos para a família Salicaceae com base em análises de dados de ADN. Irenodendron, mais tarde, ficou na hipótese de estar mais intimamente relacionada aos géneros Ryania, Trichostephanus, e Piparea.